# 十七岁的单车
《十七歲的單車》是中國第六代導演王小帥2001年的劇情片，由崔林、高圆圆與李滨等人主演，影片主要讲述两个少年因为一辆自行车而发生的故事。2001年的第51屆柏林電影節獲得評審團大獎「銀熊獎」，但隨即被中國大陆政府列為「禁片」，原因是沒有經過審查就參加國外的電影競賽。
2013年7月13日和7月14日于北京百老汇电影中心特别展映，为影片于中国大陆首次大银幕放映，不过放映的是数字文件而不是胶片拷贝。

## 外部連結
- 互联网电影数据库（IMDb）上《十七歲的單車》的资料（英文）
- 豆瓣电影上《十七岁的单车》的資料 （简体中文）
- AllMovie上《十七歲的單車》的资料（英文）
- 爛番茄上《十七歲的單車》的資料（英文）